# Creu de terme de la carretera de Móra la Nova
La Creu de terme de la carretera de Móra la Nova és una és una creu de terme renaixentista de Tivissa (la Ribera d'Ebre) inclosa a l'Inventari del Patrimoni Arquitectònic de Catalunya.

## Descripció
Les restes de la creu estan situades al peu de la carretera de Móra. Consta d'un fust cilíndric amb estries acanalades, rematat per una motllura acabada en forma punxeguda. La base és feta amb dos blocs esglanonats, sobre el qual hi ha un pedestal cúbic que sosté el fust. En una de les seves cares hi ha inscrit: "CREU DE MORA 1995 ", i a l'altra "1548".

## Història
L'antiga creu gòtica va ser destruïda l'any 1936. Va ser reconstruïda durant la postguerra, aprofitant les restes de l'antiga. Durant les obres d'arranjament de la carretera va ser desmuntada, quedant restituïda el 1995, tal com consta inscrit al pedestal.